# پاسیفیک داون (کشتی)
پاسیفیک داون (کشتی) (به انگلیسی: Pacific Dawn (ship)) یک کشتی است که طول آن ۲۴۵٫۰۶ متر (۸۰۴ فوت ۰ اینچ) می‌باشد. این کشتی در سال ۱۹۹۰ ساخته شد.